# Farol da Baía da Traição
O Farol da Baía da Traição é um farol que se localiza na cidade homônima, no estado brasileiro da Paraíba. A construção consiste de uma pitoresca armação em forma quadrangular em concreto armado de cor branca, tendo sido o segundo farol a ser erigido no estado. Tal construção passou por várias modificações nos anos de 1927, 1947, 1970, 1972 e 1985.
Atualmente, está instalado a poucos metros do local onde se assentava quando de sua inauguração.